# Brienner Straße

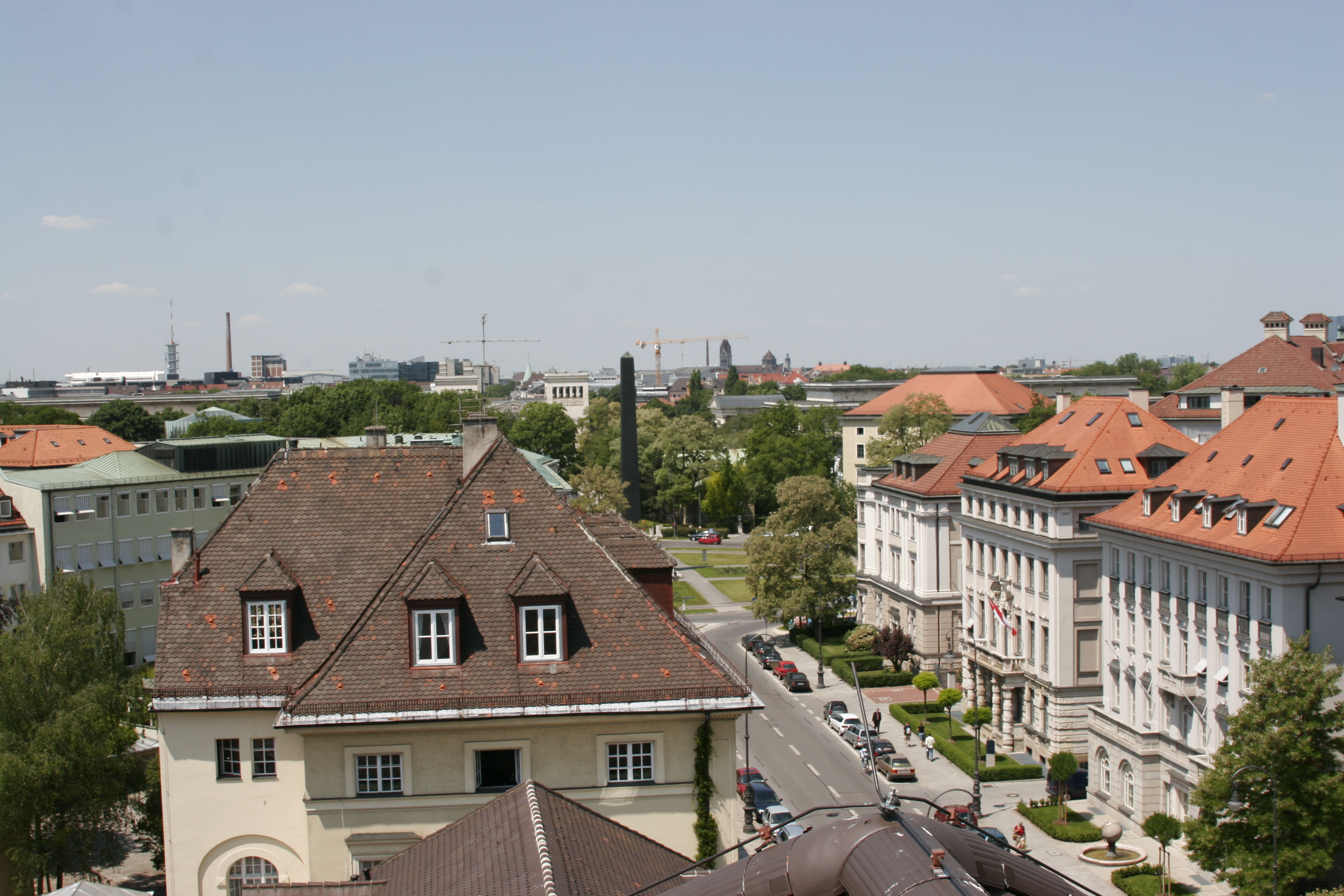
Vista de Brienner Strasse hacia Karolinenplatz.

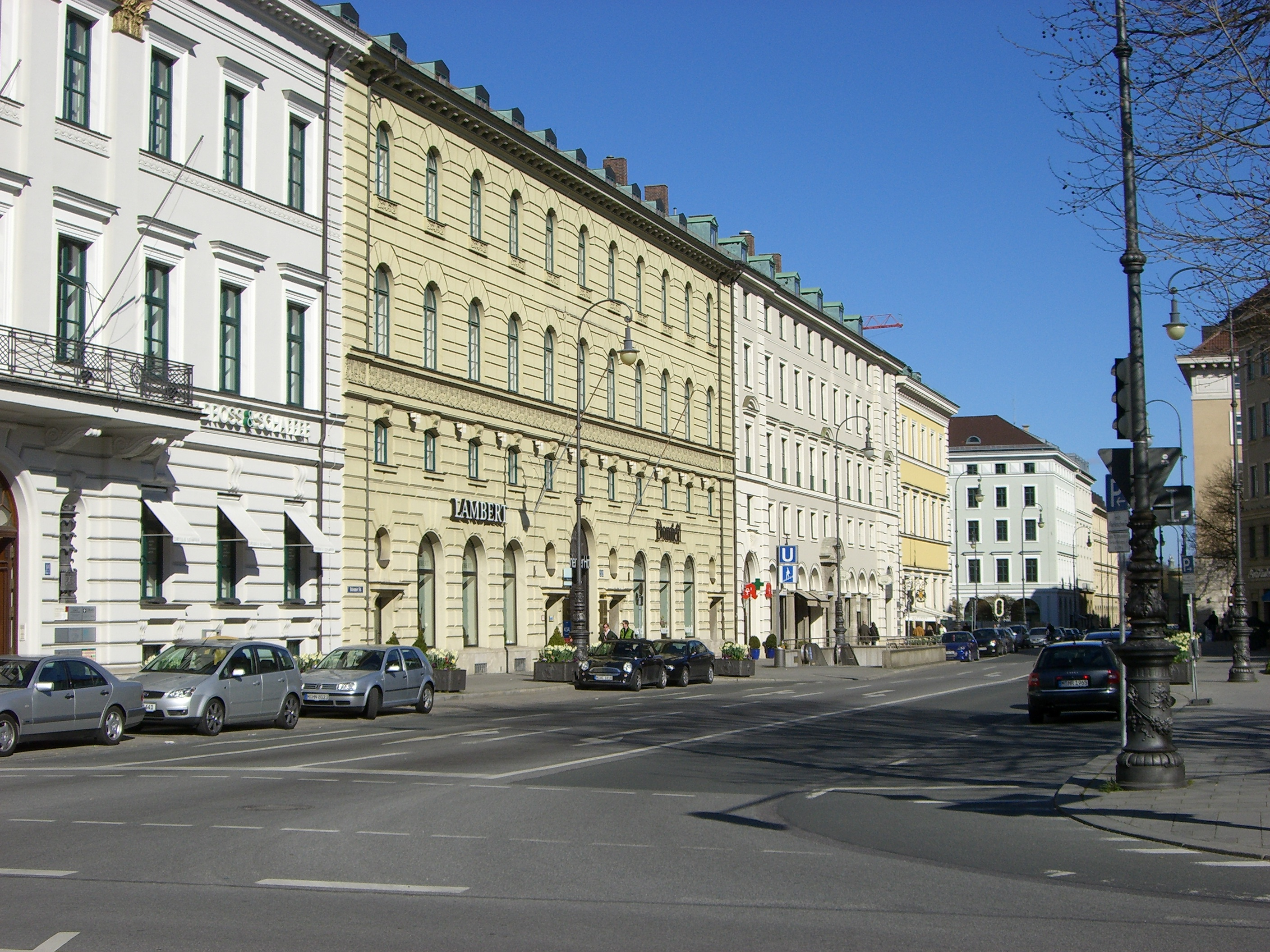
Algunas mansiones en la parte este de Brienner Strasse.

La Brienner Straße es una de las cuatro avenidas reales de Múnich (Alemania), junto con la Ludwigstraße, la Maximilianstraße y la Prinzregentenstraße. El bulevar, de estilo neoclásico, fue construido a partir de 1812, durante los reinados de Maximiliano I de Baviera y su sucesor Luis I, de acuerdo con el proyecto de Karl von Fischer y Friedrich Ludwig von Sckell. La avenida está dedicada a la batalla de Brienne.

## Arquitectura
La Brienner Straße empieza en la Odeonsplatz, en la zona norte del centro histórico, cerca de la Residencia de Múnich, y discurre hacia el oeste pasando por Wittelsbacher Platz y la circular Karolinenplatz para terminar su recorrido en la impresionante Königsplatz, en la que se encuentran los Propileos de orden dórico, la Gliptoteca de orden jónico y el Staatliche Antikensammlungen de orden corintio, detrás del cual se construyó la abadía de San Bonifacio. En la parte occidental de la calle, entre la Königsplatz y la Stiglmeierplatz, en 1983 se fundó el Münchner Volkstheater.

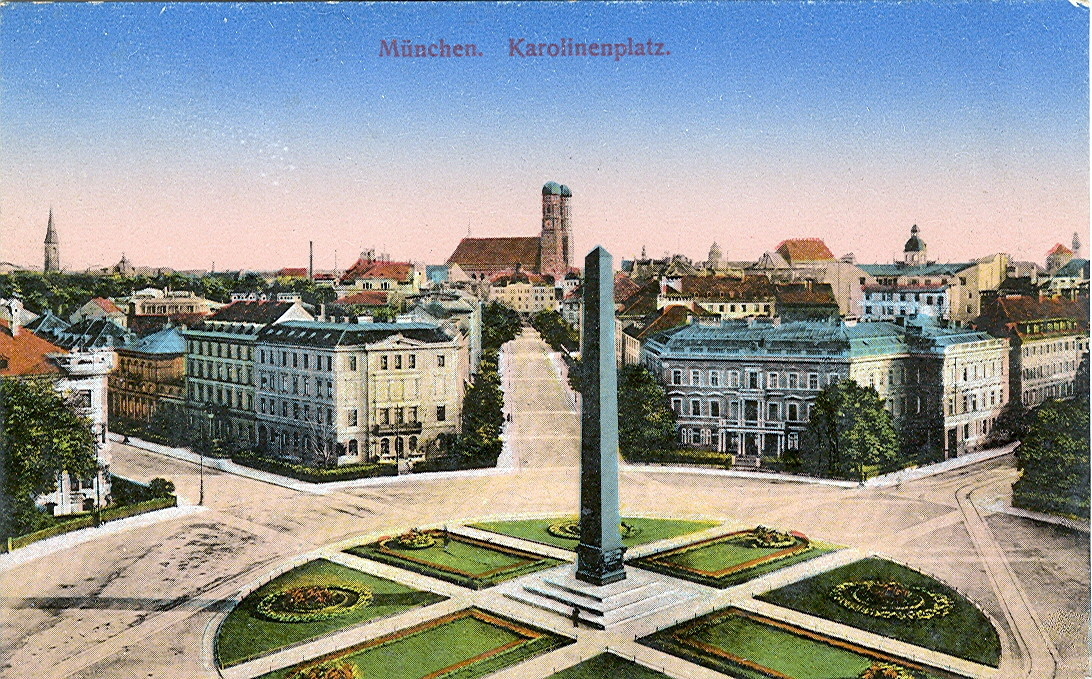
La Karolinenplatz en 1914.

En los alrededores de la Königsplatz se encuentra la Kunstareal, el barrio de museos de Múnich, que también incluye la Alte Pinakothek, la Neue Pinakothek, la Pinakothek der Moderne y la Lenbachhaus.
El obelisco de la Karolinenplatz fue construido en 1833 por Leo von Klenze como memorial a los treinta mil soldados bávaros que perdieron sus vidas durante la invasión napoleónica de Rusia. El monumento tiene 29 metros de altura y está construido de placas de bronce sobre ladrillo. El metal procede de cañones de los buques de guerra turcos hundidos en la batalla de Navarino, el 20 de octubre de 1827. El objetivo de la Amerika Haus, situada en el 3 de la Karolinenplatz, es centrarse en la cultura como centro de los intercambios culturales entre Baviera y los Estados Unidos. La Bolsa de Múnich también se encuentra en Karolinenplatz.
La Wittelsbacherplatz, rodeada por edificios neoclásicos, fue diseñada por Leo von Klenze. En el lado norte de la plaza se encuentra el Palais Ludwig Ferdinand, construido entre 1825 y 1826 como residencia para el propio von Klenze pero adquirida posteriormente por el príncipe Luis Fernando de Baviera. Actualmente el palacio alberga la sede central de Siemens. En el lado oeste se encuentra el Palais Arco-Zinneberg (1820), que fue dañado gravemente en la Segunda Guerra Mundial. La antigua sala de conciertos Odeón, actual sede del Ministerio del Interior de Baviera, rodea la plaza en su lado noreste.
La mayor parte de las mansiones de la avenida también fueron construidas en un riguroso estilo neoclásico, como el Almeida Palais de Jean Baptist Métivier (1824). Varios edificios fueron destruidos durante la Segunda Guerra Mundial.

## Brienner Straße durante el Tercer Reich
Como plaza bonita y monumental, la Königplatz fue usada durante el Tercer Reich como lugar para realizar los congresos multitudinarios del partido nazi y en su lado oeste se erigieron dos «Templos del Honor» (Ehrentempel).
La Casa Parda, la sede nacional del Partido Nazi en Alemania, se encontraba en el 45 de Brienner Straße. El antiguo Wittelsbacher Palais cercano servía como sede de la Gestapo.
En diciembre de 2005 el gobierno de Baviera anunció que la parcela se convertiría pronto en la sede del futuro Centro de documentación sobre la historia del nacionalsocialismo de Múnich (NS-Dokumentationszentrum), que fue inaugurado en 2015.